# Elektrická fakulta Západopomořanské technologické univerzity ve Štětíně
Elektrická fakulta Západopomořanské technologické univerzity ve Štětíně (polsky Wydział Elektryczny Zachodniopomorskiego Uniwersytetu Technologicznego w Szczecinie) je jedna z desíti fakult ZUT-u. Založena byla spolu s celou polytechnikou ve Štětíně roku 1946. Od svého založení sídlí fakulta v budově na adrese Sikorskiego 37 (městské sídliště Turzyn). Některé katedry a hlediště se nacházejí v budově na ulici 26 kwietnia.
V roce 1970 byla po změně struktury přejmenována na Institut elektrotechniky a v roce 1973 získala dnešní název.

## Studijní programy
- Elektrotechnika – inženýrský a magisterský program
- Automatika a robotika – inženýrský a magisterský program
- Teleinformatika – inženýrský a magisterský program

## Katedry
Výuka i výzkum jsou na fakultě organizovány katedrami, tj. specializovanými pracovišti. K 29. září 2024 působilo na fakultě 7 kateder a jedno centrum.
- Katedra teoretické elektrotechniky a aplikované informatiky
- Centrum pro inženýrství elektromagnetického pole a vysokofrekvenční techniky
- Katedra elektrických strojů a pohonů
- Katedra vysokého napětí a energetiky
- Katedra automatizace a robotiky
- Katedra inženýrství systémů, signálů a elektroniky
- Katedra zpracování signálů a multimediálního inženýrství
- Katedra telekomunikací a fotoniky

## Vedení fakulty
Vedení fakulty v kadenci 2024–2028:
- hab. dr Ing. Grzegorz Psuj, prof. ZUT – děkan
- hab. dr Ing. Marcin Wardach, prof. ZUT – proděkan pro organizace a rozvoj
- dr Ing. Krzysztof Jaroszewski – proděkan pro záležitosti studentů a vzdělávání
- dr Ing. Katarzyna Trela – proděkan pro záležitosti studentů a vzdělávání

## Galerie

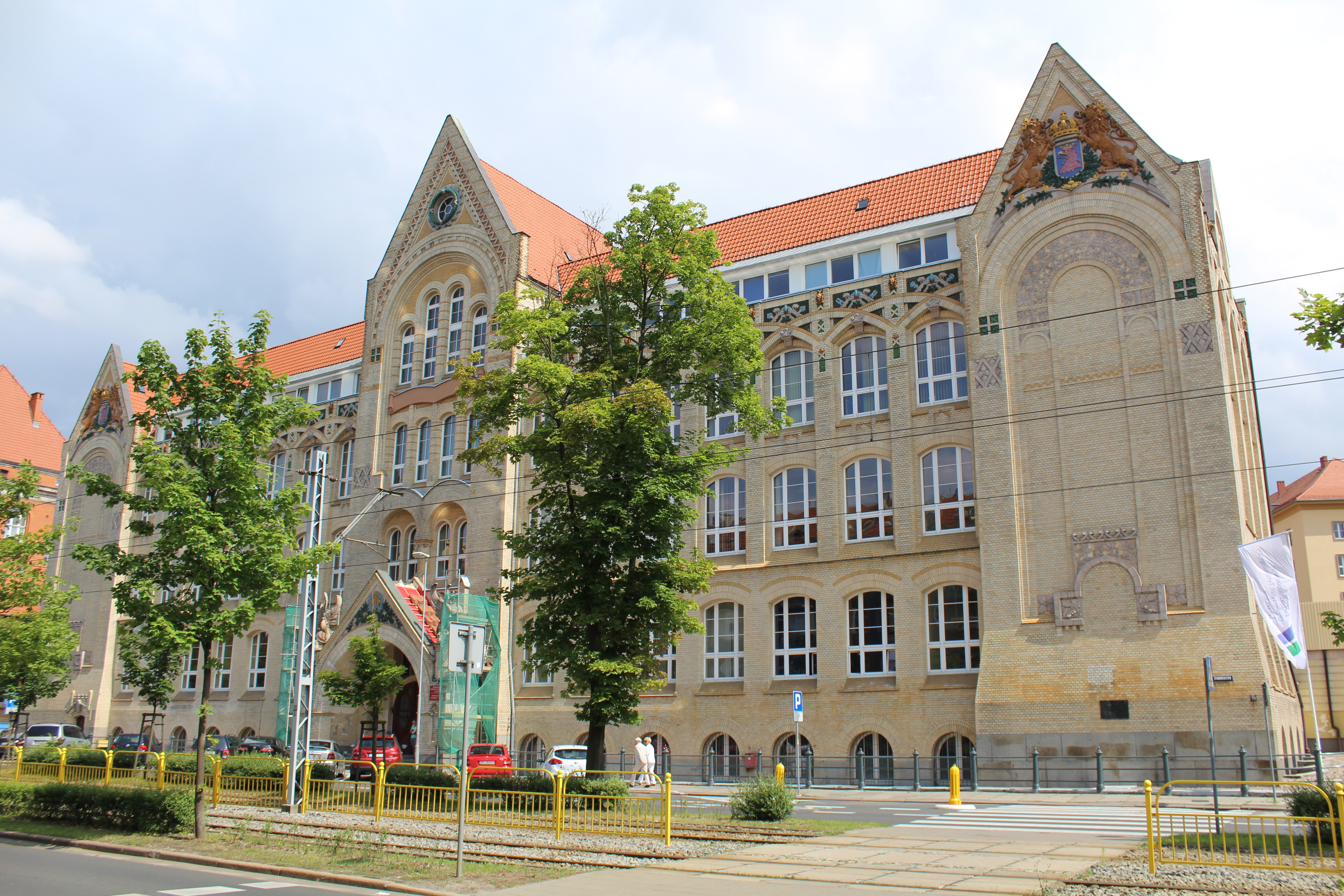
Stavba fakulty na adrese Sikorskiego 37
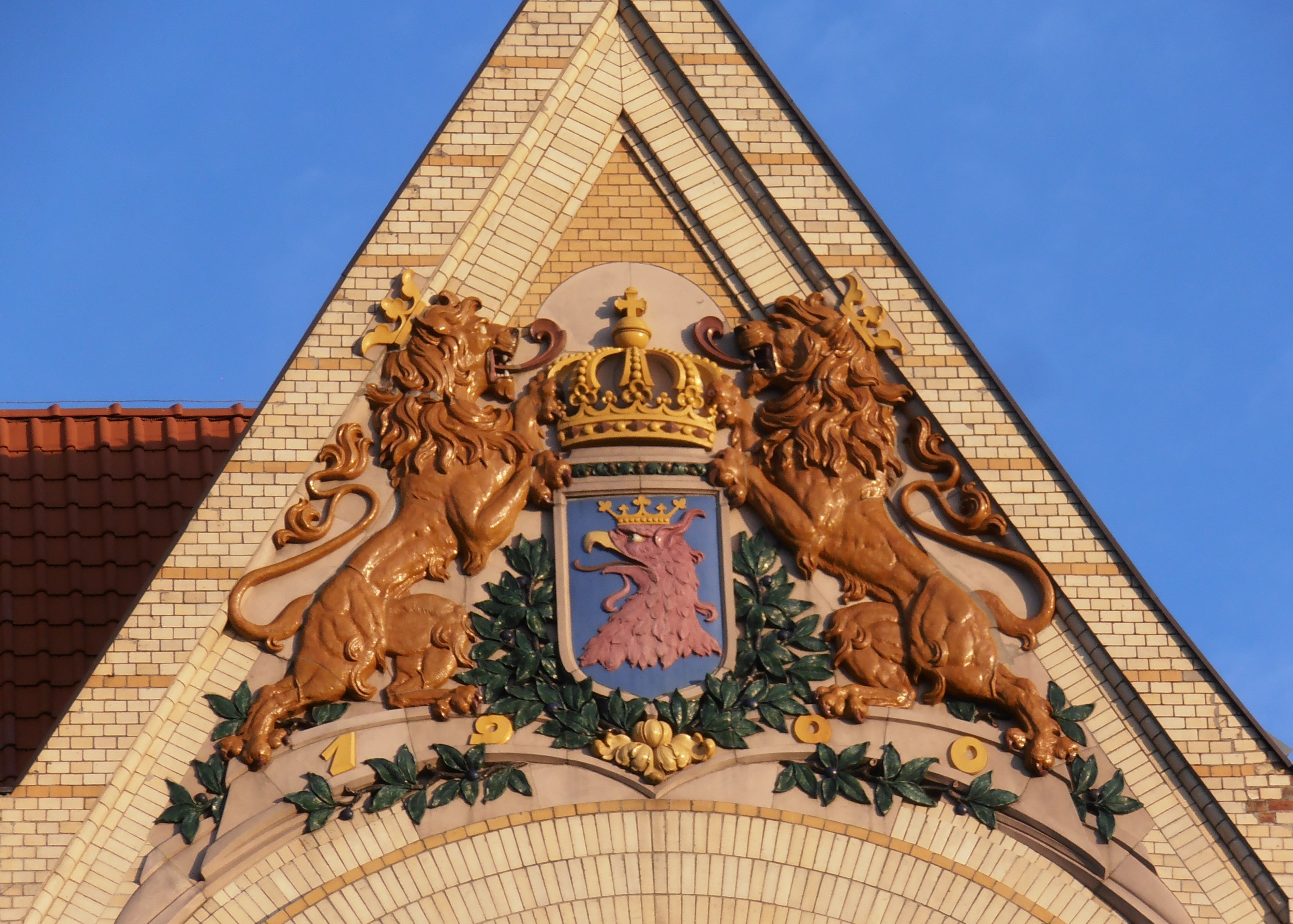
Detail stavby
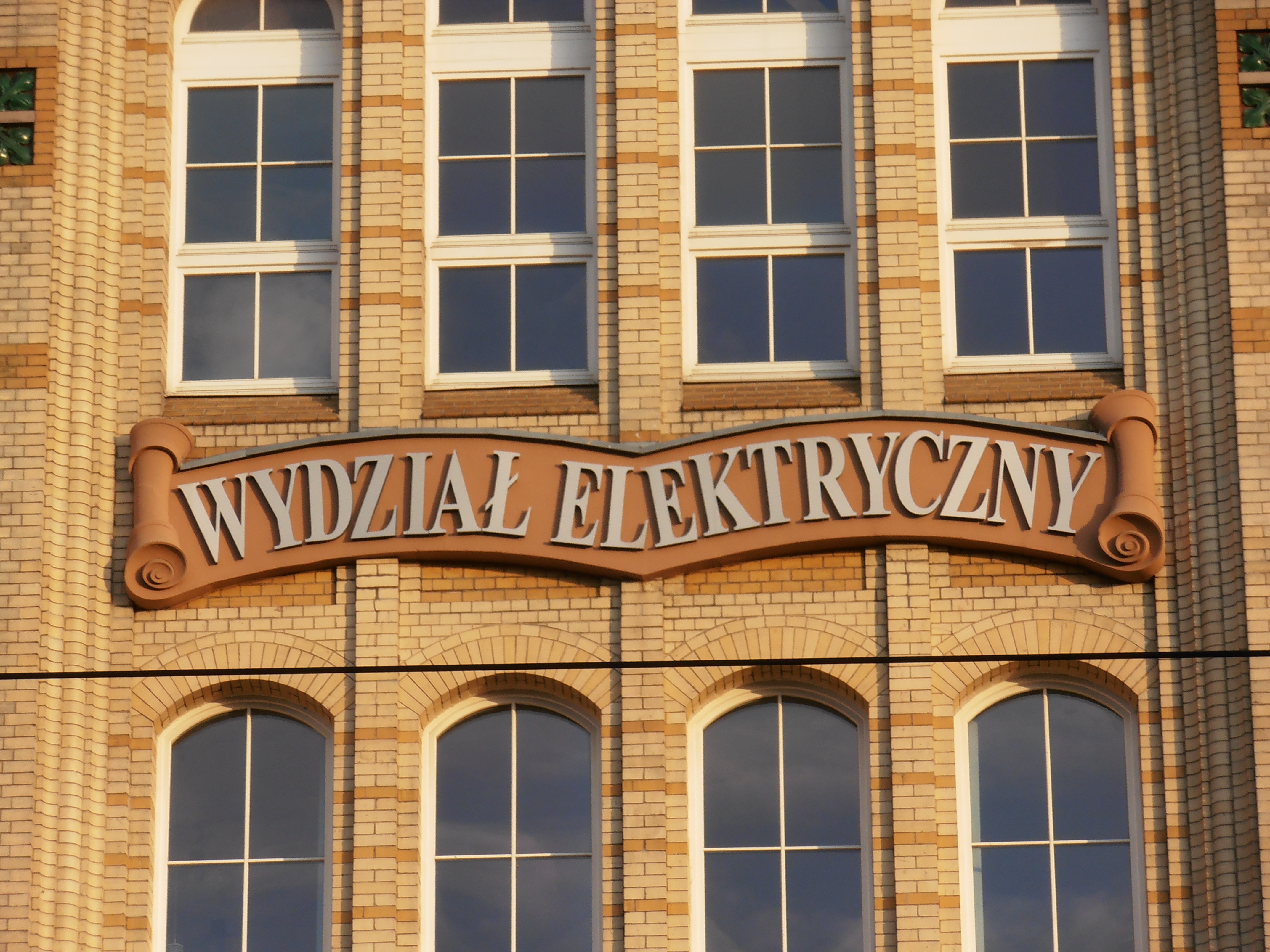
Název fakulty na stavbě
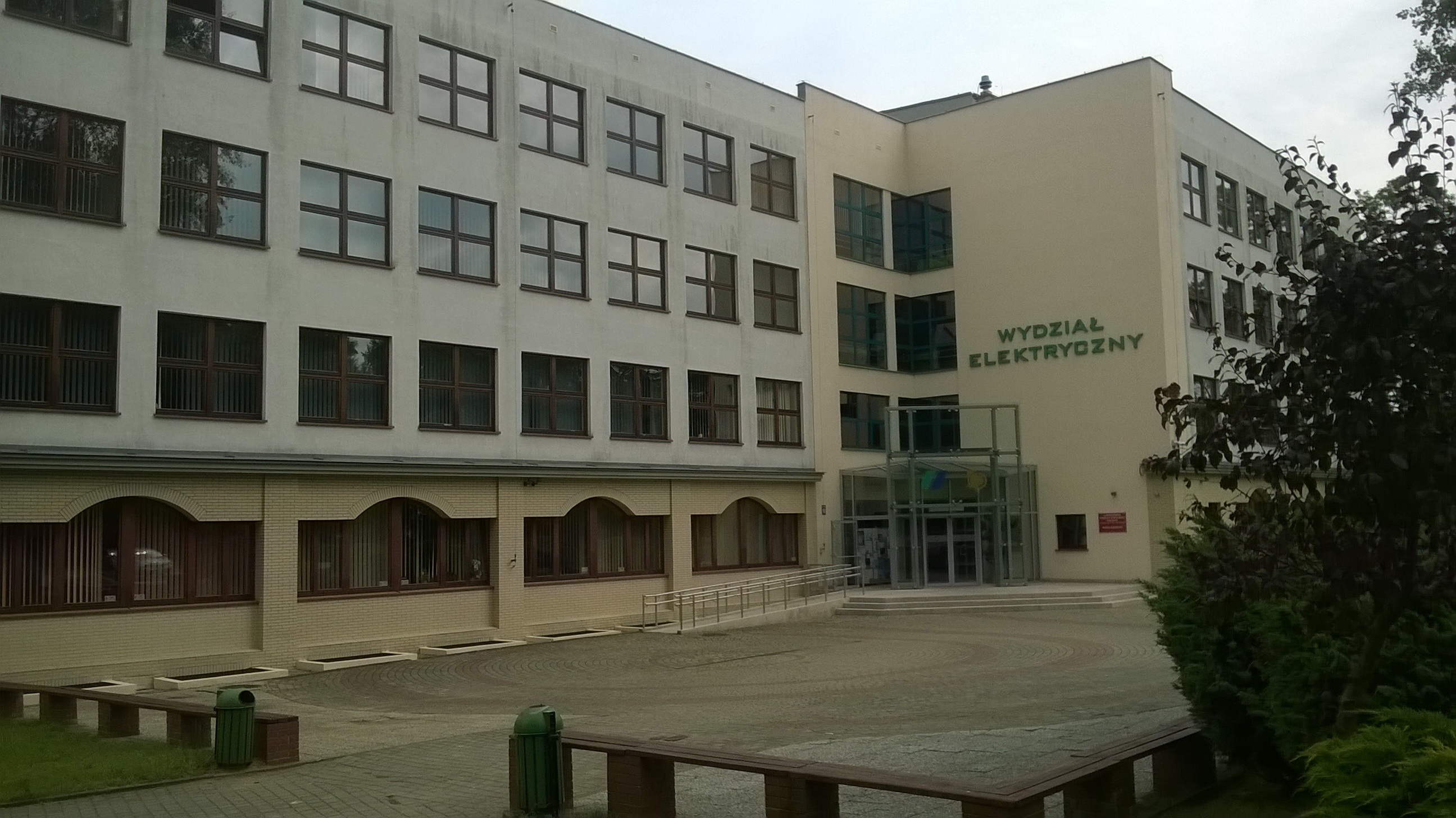
Stavba fakulty na adrese 26 kwietnia 10
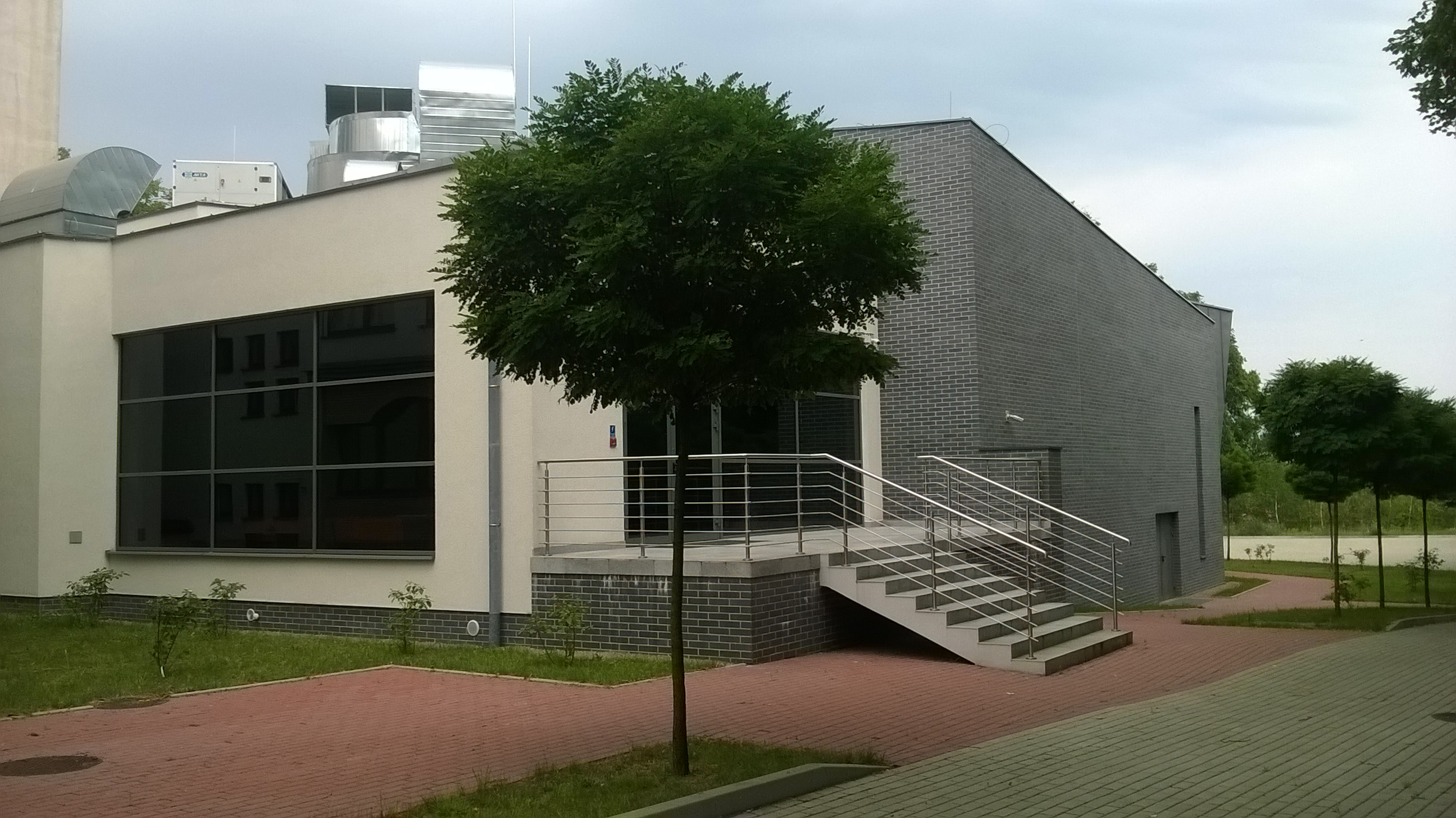
Hlediště jména Stanisława Skoczowskiého